# دونهام
longitudeدونهامlatitudeدونهام
دونهام (به انگلیسی: Downham) یکی از ناحیه‌های لندن بزرگ، انگلستان است.